# Шухевичі
Шухевичі — український рід. 

## Походження
Родина Шухевичів (раніше — Шухів) походить з с. Розвадів. Із зареєстрованих там в 1789 р. 146 господарів, 11 назвалися Шухами. Серед них був Іван Шух одружений з Марією Гутковською від якої мав п’ятьох дітей, з них четверо — сини. 

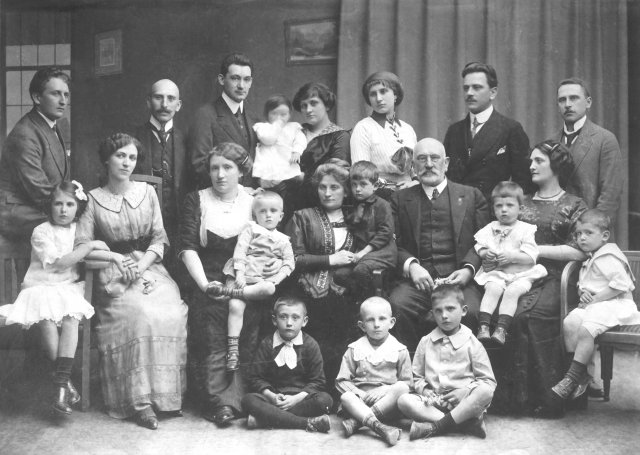
Родина Шухевичів. Стоять (зліва направо): Тарас Шухевич, Осип-Зиновій Шухевич — батько Романа, Володимир Старосольський, Уляна Старосольська, Одарка Старосольська, Ірина Шухевич, Володимир Шухевич, Теодор Рожанковський. Сидять (зліва направо): Осипа Рожанковська, Ольга Шухевич, мати Романа — Євгенія Шухевич з братиком Юрком Шухевичем, бабуня Романа — Герміна Шухевич з Ігорем Старосольським, дід Романа — сеньйор Володимир Шухевич, Ірина Рожанковська з синами Степаном та Ярославом. Перший ряд (сидять): Юрій Старосольський, Роман Шухевич, Володимир Рожанковський

Від першої дружини Іван мав сина Гавриїла, який закінчив Львівський університет і виїхав до Росії, імовірно у Петербург, де став називатися Шуховим. Другий син Івана — Симеон став чиновником і змінив прізвище на Шуховський. Ігнатій та Іоан залишились на господарстві. Їхні родичі — селяни Шухи — і досі мешкають в Розвадові. А наймолодший син Євстахій став священником і змінив прізвище на Шухевич, ставши засновником родини Шухевичів.

## Родова схема
Іван Шух (*1710 — †1810) ∞ NN (*? — †?) ∞ Марія Гутковська (*? — †?)
- Гавриїл Шухов (*1759 — †?)
- Симеон Шуховський (*1765 — †1832) — жив і працював у Львові при фінансовому уряді. Він мав маєток у Миколаєві над Дністром, куди згодом переїхав і мешкав до самої смерті
- Ігнатій Шух (*1770 — †1830)
- Іоан Шух (*1774 — †?)
- о. Євстахій Шухевич (*1778 — †1824) — священник у Розвадові, а потім у Раківці ∞ Марія Леневич (*? — †?) — донька шляхтича Прокопія Леневича
  - о. Юліан Шухевич (*1809 — †1867) — з 1836 р. священник в Саджаві; парох в Грабівцях коло Богородчан та в Олієво-Королівці з 1841 по 1867 рр ∞ Марія Величковська гербу Леліва (*1821-†1880)
    - Юліана Шухевич (*1836 — †1866) ∞ Тит Бурачинський (*1828— †1897)[1]
    - о. Теофіл Шухевич (*1850 — †1918)[2] — парох в с. Молодятині ∞ Елеонора Новаківська (*? — †?)[3]
      - Павло Шухевич (*1880 — †1954)[4] — суддя, а потім прокурор в Кракові ∞ Ірина Величковська гербу Леліва (*1885 — †1979)[5] — маляр-портретист та іконописець. Их дети Андрей(*1914— †1917)[6], Ліда(*? — †?)[7]∞ Василь Ленцик(*1912 — †2002)[8]и Дария(*1921 — †?) [9]  ∞ Роман Яримович (*1909 — †1991)[10]
      - Теодозія Шухевич (*1882 — †?)[11] ∞ Микола Руденський (1876–†1965)[12]
      - Ольга Шухевич (1884–†1931)[13] ∞ Юган
      - Андрій Шухевич (*1886 — †1905)[14]
      - Емілія Шухевич (*1889 — †1910) ∞ о. Костянтин Балицький (*1880 — †1936)
      - Теофіль Шухевич (*1892–†1980)[15]
      - Юстина Шухевич (*1895–†1972)[16]

    - Еміліян Шухевич (*1839 — †1891)[17]
    - Павлина Шухевич (*1841–†1893)[18] ∞ Іларіон Михаилів Лукашевич (*1834–†1903)[19]
    - Іван Шухевич (*1842 — †1843)[20]
    - Климентина Шухевич (*1843 — †1927)[21] ∞ Євстахій Іванів Заячківський герба Правдич (*? — 1872?)[22]
    - Лев Шухевич (*1846 — †1883)[23]
    - Наполеон Володимир Шухевич (*1848 — †1888)[24]
    - Маріян Ярослав Шухевич (*1857 — †1861)[25]
    - Іван Шухевич (*1853— †1888)[26]
    - Зузанна Шухевич (*1855 — †1927)[27] ∞ Теофіл Миколін Киселівський (*1851 — †1937)[28] — вчитель
    - Олена Шухевич (*1859 — †?)[29]
    - Мария Шухевич (*1863 — †1929)[30]

  - о. Осип Шухевич (*1816 — †1867)[31] ∞ Анна Іванівна Шумило-Кульчицька гербу Сас (*1822 — †1867)[32]
    - о. Зенон Шухевич (*1842 — †1931)[33] — парох у с. Тишківцях (1870— 1931), радник єпископської консисторії, віце-декан Городенківщини, інспектор шкіл Городенківського повіту, громадсько-культурний діяч  ∞ Емілія Кобринська (*1844 — †1931)[34]
      - Ольга Шухевич (*1869 — †1940) [35]— культурно-освітська діячка

    - о. Євген Шухевич (*1847— †1924)[36] — священник у с. Серафинцях Городенківського повіту (1872—1880), с. Березові Вижнім (1880—1881), с. Красові (1881—1901) та с. Підберізцях коло Львова (1901—1924)
      - Євгенія Шухевич (*1875 — †1970) ∞ о. Володимир Герасимович (*1870 — †1940)
      - Степан Шухевич (*1877 — †1945)[37]
        - Ірина Шухевич (*1913 — †?)[38]
        - Юрій Шухевич (*1922 — †?)[39]
        - Іван Шухевич (*1918 — †1975)
          - Марко Шухевич (*1947)

        - Степанія Шухевич (*1924 — †?) NN Строкан (*? — †?)

    - Володимир Шухевич (*1849 — †1915)[40] ∞ Герміна Любович (*1852 — †1936)[41]
      - Зенон Йосип-Ярослав Шухевич (*1879 — †1945)[42] — суддя у містечку Краківці, а потім у Львові ∞ Євгенія Іванівна Стоцька (*1883 — †1956)[43][44]
        - Роман Шухевич (*1907 — †1950) ∞ Наталія Березинська (*1910 — †2002)[45] — донька о. Романа, який мав парафію в с. Оглядові
          - Юрій Шухевич (*1933 — †2022) ∞ Леся Володимирівна Кальваровська (*1960— †?)[46]
            - Роман Шухевич (*1970 — † 2002)
            - Ірина Шухевич (*1971)

        - Юрій Шухевич (*1910 — †1941)[47]
        - Наталія Шухевич (*1922 — †2010)[48] ∞ Муталіф Геграєв (*? — †?) — фельдшер

      - Дарія Шухевич (*1881 — †1941) ∞ Володи́мир-Степан Яки́мович Старосольський (*1878 — †1942)
      - Ірина-Софія Шухевич (*1881 — †1934) ∞ Теодор Лонгинович Рожанковський (*1875 — †1970)[49]
      - Володимир Володимирів Шухевич (*1883 г. – †1949)[50]∞ Ірина Кормош (*1894 — †1921)[51]  Их дети Степан Володимирів Шухевич (*1914 — †1918)[52] и Дарія Володимирівна Шухевич (*1919 — †?)[53] ∞ Володимир Ломницький (*1908 — †?)[54]
      - Тарас Шухевич (*1886 — †1951) ∞ Ольга Бандрівська (*? — †?) — доцент Львівської консерваторії
      - NN Шухевич (*? — †?)

    - Осипа Шухевич (* 1841— †1929)[55]∞ Лонгин Теодорович Рожанковський (1836–1917)[56]
    - Зузанна Шухевич (1844 — †1846)[57]
    - Ольга Шухевич (*1851 — †1853)[58]
    - Марія Шухевич (*1853 — †1924)[59]∞ Лонгин Ковблянський (*18745— †1820)[60]
    - Ольга Шухевич (*1855 — †1835)[61] ∞ Теодор Миколаїв Величковський (1846–1932)[62]
    - Ізидор Шухевич (*1857 — †1830) — полковник австрійської армії — під час І-ї світової війни мав стати генералом; через дрібний конфлікт у Загребській лікарні його звинуватили у «великосербських настроях», звільнили зі служби[56][63]
    - Микола Шухевич (*1862 — †1942) [64]— адвокат, придбав у Львові територію для української організації «Сокіл-Батько»[56] ∞ Варвара
      - Богдан Шухевич (*1925 — †?)

    - Модеста Шухевич (*1862 — †1918)[65] ∞ Микола Козловський (*? — †?) -  гімназійний професор у Києві [56]
    - Євгенія Шухевич (*1865 — †1866)[66] ∞  Софрон Єронімів Левицький (1860 г. – 1932)[67]

  - NN Шухевич
  - NN Шухевич (*? — †?)
  - NN Шухевич (*? — †?)
  - NN Шухевич (*? — †?)
  - NN Шухевич (*? — †?)
  - NN Шухевич (*? — †?)
- NN Шух (*? — †?)